# Orquestra Sinfônica dos Meninos de São Caetano
Orquestra criada e regida pelo músico e maestro Mozart Vieira, composta por crianças que trabalhavam no campo, no município de São Caetano, agreste de Pernambuco, Brasil.
Adquiriu notoriedade nacional, aparecendo em programas regionais e mesmo no Fantástico, da Rede Globo. Essa fama adquiriu uma dimensão tão grande que acabou provocando a inveja e o ódio da elite local. Erinaldo, um menino de 13 anos, é sequestrado e maltratado com o único propósito de denunciar o maestro por abuso e pedofilia. Com a intervenção de vários artistas e de Dom Hélder Câmara, o músico acaba sendo inocentado de todas as acusações formuladas contra ele.
Sua iniciativa foi reconhecida no mundo todo e, com o auxílio de países como a Bélgica e França, Mozart conseguiu erguer uma fundação onde, até hoje, cerca de 200 crianças e jovens aprendem a arte da música.
A história deu origem ao filme "Orquestra dos meninos", de Paulo Tiago, em 2008, com Murilo Rosa, Priscila Fantin e Othon Bastos nos papéis principais.